# Godert de Ginkell, 1:e earl av Athlone

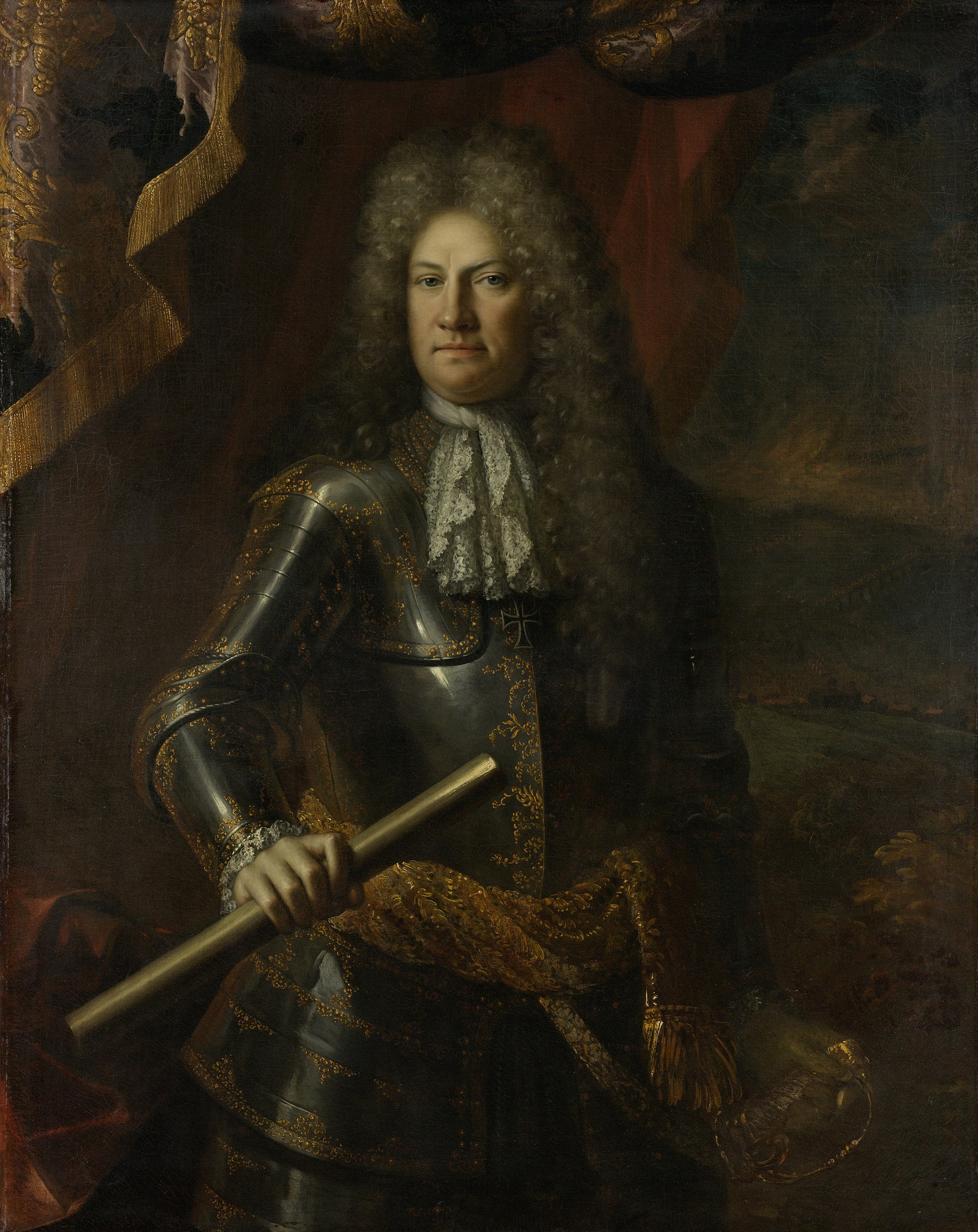
Godert de Ginkell, 1:e earl av Athlone.

Godert (eller Godard) de Ginkel(l), 1:e earl av Athlone, född den 4 juni 1630 i Utrecht, död där den 11 februari 1703, var en holländsk krigare i engelsk tjänst. Han var son till den framstående diplomaten Godard Adriaan van Reede, baron de Ginkel (död 1691 i Köpenhamn).
de Ginkell kom tidigt i krigstjänst. Han blev ståthållaren Vilhelm III:s förtrogne vän och följde denne 1688 på expeditionen till 
England. År 1691 blev de Ginkell, som åtföljt Vilhelm även till Irland och året förut utmärkt sig vid Boyne, efter dennes återresa befälhavare över den 
engelska armén på ön. Han erövrade genom en vågsam stormning (30 juni) det starka fästet Athlone, nyckeln till västra Irland, och vann ett par veckor senare (12 juli) en lysande seger vid Aghrim över den jakobitiska hären samt intog 19 juli Galway och 3 oktober Limerick. Därmed var Jakob II:s parti krossat och Irlands erövring fullbordad. de Ginkell återvände i triumf till London, upphöjdes 1692 till earl av Athlone och baron av Aghrim samt blev holländsk fältmarskalk. Som sådan utmärkte han sig i slagen vid Steenkirken (1692) och Landen (1693) mot fransmännen. Han tog även under Marlboroughs överbefäl en ärofull del i spanska arvföljdskriget under dess första år. 